# 東町 (浜松市)
東町（ひがしまち）は静岡県浜松市中央区の町名。丁番を持たない単独町名である。住居表示未実施。

## 地理
浜松市中央区の南東部、河輪地区の北東部に位置する。東で磐田市川袋、西で西町・長田町・松島町、南で河輪町、北で金折町及び老間町と接する。

### 河川
- 天竜川
- 安間川

### 学区
小学校・中学校の学区は以下の通りである。
- 浜松市立河輪小学校
- 浜松市立東陽中学校

## 歴史

### 町名の由来
天竜川支流の古い川の東側にあったことから。

### 沿革
- 1889年（明治22年）4月1日 - 町村制の施行により、長上郡東村・権右衛門新田村・中新田村が周辺の村と合併して長上郡河輪村となる。旧村名は河輪村の大字として残る。また、村役場が大字東に置かれる[書籍 2]。
- 1951年（昭和26年）3月23日 - 河輪村が浜松市に編入される。河輪村大字東から浜松市東町となる。大字権右衛門新田及び大字中新田の各一部を編入する[書籍 1]。
- 2007年（平成19年）4月1日 - 浜松市が政令指定都市となる。東町は南区の一部となる。
- 2024年（令和6年）1月1日 - 浜松市の行政区再編により、東町は中央区の一部となる。

## 施設
- 浜松市立河輪幼稚園
- 浜松市立河輪小学校
- 共和レザー 本社・QAセンター・技術センター・天竜第1工場・天竜第2工場
- 杉浦金属 本社
- 矢崎エナジーシステム 浜松工場
- 中部菱光コンクリート工業 浜松工場（サーラグループ）
- キョウデンシステム 浜松工場
- JAとぴあ浜松東町支店
- セブン-イレブン浜松東町店
- 臨済宗方広寺派 本光寺
- 椎河脇神社

## 交通

### バス
- 遠鉄バス90・96掛塚線：（浜松駅 方面 - ）東町（ - 掛塚・豊浜郵便局 方面）

### 道路
- 国道150号（掛塚街道）[書籍 3]
- 静岡県道315号五島天竜川停車場線[書籍 4]
- 静岡県道316号舞阪竜洋線（掛舞線）[書籍 5]
- 浜松市道富屋5号線（一ツ宮橋通り）[WEB 8][WEB 9]
- 浜松市道東町3号線（旧掛塚街道）[WEB 10][WEB 9]
- 浜松市道東町8号線（堤防跡通り）[WEB 8][WEB 9]
- 浜松市道東町20号線（小学校通り）[WEB 8][WEB 9]
- 浜松市道東町25号線（城山通り）[WEB 8][WEB 9]
- 浜松市道東町34号線（権現堤通り）[WEB 8][WEB 9]

## その他

### 警察
警察の管轄区域は以下の通りである。
| 番・番地等 | 警察署       | 交番・駐在所 |
| ---------- | ------------ | ------------ |
| 全域       | 浜松東警察署 | 富屋町交番   |

### 消防
消防の管轄区域は以下の通りである。
| 番・番地等 | 消防署   | 本署/出張所 |
| ---------- | -------- | ----------- |
| 全域       | 南消防署 | 芳川出張所  |

### 書籍
1. 1 2  『わが町文化誌 水と光と緑のデルタ』浜松市南陽公民館、1991年10月22日、32頁。
2. ↑  『浜松市史 三』浜松市役所、1980年3月26日、176頁。
3. ↑  『わが町文化誌 水と光と緑のデルタ』浜松市南陽公民館、1991年10月22日、63-65頁。
4. ↑  『わが町文化誌 水と光と緑のデルタ』浜松市南陽公民館、1991年10月22日、69頁。
5. ↑  『わが町文化誌 水と光と緑のデルタ』浜松市南陽公民館、1991年10月22日、67,68頁。

### WEB
1. ↑  “h02_22.csv”.   総務省 (2022年2月10日). 2024年8月6日閲覧。
2. ↑  “chuouku_menseki.xlsx”.   浜松市 (2024年3月12日). 2024年8月6日閲覧。
3. ↑  “静岡県 浜松市中央区 東町の郵便番号 - 日本郵便”.   日本郵便. 2025年2月15日閲覧。
4. ↑  “市外局番の一覧”.   総務省 (2022年3月1日). 2024年8月6日閲覧。
5. ↑  “事業所案内及び管轄地域（事務所3件、分室3件）”.   一般社団法人静岡県自動車会議所. 2024年8月6日閲覧。
6. ↑  “住居表示実施状況／浜松市”.   浜松市 (2024年1月4日). 2024年8月6日閲覧。
7. ↑  “学校名から探す／浜松市”.   浜松市 (2024年1月1日). 2024年8月6日閲覧。
8. 1 2 3 4 5  “kawawa-map-4p.pdf”.   浜松市南陽協働センター (2024年7月5日). 2024年8月6日閲覧。
9. 1 2 3 4 5 6  “kawawa-map-3p.pdf”.   浜松市南陽協働センター (2024年7月5日). 2024年8月6日閲覧。
10. ↑  “kawawa-map-5p.pdf”.   浜松市南陽協働センター (2024年7月5日). 2024年8月6日閲覧。
11. ↑  “富屋町交番｜静岡県警察”.   静岡県警察 (2024年1月1日). 2024年8月6日閲覧。
12. ↑  “消防署の町別管轄「ひ」／浜松市”.   浜松市 (2024年3月21日). 2024年8月6日閲覧。